# Penstraat
De Burgemeester Penstraat is een straat in Baarn in de Nederlandse provincie Utrecht. 
De straat verbindt de Brinkstraat met de Hoofdstraat. Aan de rechte Penstraat staan vooral arbeiderswoningen. Voor 1904 heette de straat de Achterstraat. Onduidelijk is of de Penstraat naar de vader Frans Pen of de zoon Jan Pen is genoemd. Beiden waren burgemeester van Baarn.